# Bardzruni
Bardzruni (en arménien Բարձրունի) est une communauté rurale du marz de Vayots Dzor, en Arménie. Elle compte 393 habitants en 2008.